# 祈り (X-ファイルのエピソード)
「祈り」（原題:The Blessing Way）は『X-ファイル』のシーズン3第1話で、1995年9月22日にFOXが初めて放送した。なお、本エピソードは「ミソロジー」に属するエピソードである。また、本エピソードからマーク・スノウが作曲したオープニングテーマのピアノの音階が微妙に変更され、ウォルター・スキナーFBI副長官を演じるミッチ・ピレッジが主役としてクレジットされるようになった。
本エピソードはシーズン2最終話「アナサジ」、シーズン3第2話「ペーパークリップ」とともに3部作をなしている。

## スタッフ
- 監督:R・W・グッドウィン
- 脚本:クリス・カーター

## キャスト

### レギュラー
- デイヴィッド・ドゥカヴニー - フォックス・モルダー特別捜査官
- ジリアン・アンダーソン - ダナ・スカリー特別捜査官
- ミッチ・ピレッジ - ウォルター・スキナーFBI副長官

### ゲスト
- ウィリアム・B・デイヴィス - シガレット・スモーキング・マン
- ピーター・ドゥナット - ウィリアム・モルダー
- レベッカ・トゥーラン - ティナ・モルダー
- フロイド・ウェスターマン - アルバート・ホスティン
- ニコラス・リー - アレックス・クライチェック
- ブルース・ハーウッド - ジョン・フィッツジェラルド・バイヤース
- トム・ブレイドウッド - メルビン・フロヒキー
- ディーン・ハグランド - リチャード・ラングリー
- ジェリー・ハーディン - ディープ・スロート
- ジョン・ネヴィル - ウェル・マニキュアード・マン
- ドン・S・ウィリアムズ - ファースト・エルダー
- シーラ・ラーケン - マーガレット・スカリー
- メリンダ・マックグロウ - メリッサ・スカリー
- レノ・ブリトス - ルイス・カーディナル
- バイロン・チーフ・ムーン - 父親

## ストーリー
ニューメキシコ州トゥー・グレイ・ヒルズ。モルダーの行方を追う特殊部隊はアルバート・ホスティンの家に押し入り、彼とその家族に対して暴力をふるった。その頃、スカリーは黒いヘリコプターが自分を追跡していることに気が付く。そして、ヘリコプターから降りてきた兵士にMJファイルを翻訳したものを奪われてしまった。ワシントンに戻ったスカリーはFBIから停職処分を受け、身分証と拳銃を没収される。スカリーはモルダーのアパートに向かったが、MJファイルのテープは何者かに持ち去られた後だった。
ニューヨークのとあるビル。シガレット・スモーキング・マンはシンジケートのメンバーからファイルの所在について訊かれていた。その頃、ホスティンたちは岩の間に埋まっていたモルダーを発見したが、モルダーは虫の息だった。ホスティンはモルダーをスウェット・ロッジに運び込み、「祈りの儀式」による治療を試みた。儀式の最中、モルダーは不思議な体験をした。死んだはずの父親、ウィリアム・モルダーとディープ・スロートから生きて真実を追い求めろと説得されたのである。
メルビン・フロヒキーはスカリーのアパートを訪れ、テープを入手したザ・シンカーが何者かに殺されたと伝える。翌日、スカリーはFBI本部に入る際、一般人に課せられる身体検査を受けた。不思議なことに、ネックレスの類を身に着けていないにもかかわらず、金属探知機が反応した。検査を担当する職員はなぜ反応したのか疑問に思いつつも、スカリーを本部内に入れた。スカリーはスキナー副長官にザ・シンカーの事件の記事を見せ、これを手がかりにモルダーの父親の殺害事件を解決できる可能性があると言うが、スキナーは意に介さなかった。その後、スカリーはもう一度金属探知機の検査を受けた。その結果から、スカリーの首元には何か金属製の物体があることが分かる。医師の診察の結果、スカリーの首元には金属のインプラントが埋め込まれていたことが分かる。
姉のメリッサから催眠療法を受けて誘拐されたときの記憶を取り戻すべきだと強く言われたので、スカリーはメリッサが推薦する催眠療法家の治療を受けた。しかし、治療中に言いようのない恐怖に襲われたスカリーは治療を中断する。帰宅したスカリーは、スキナーの姿を目撃する。翌日、自宅で何をしていたのかとスカリーはスキナーに訪ねたが、スキナーは君の家には行っていないと答えるだけだった。
儀式の甲斐あってモルダーは死の淵から生還することができた。その頃、スカリーはボストンでウィリアムの葬式に参列し、モルダーの母親ティナに会った。スカリーはティナにモルダーはまだ生きていると告げる。スカリーのその言葉を偶然耳にしたある男は驚愕した。その男こそ、シンジケートの幹部の一人であるウェル・マニキュアード・マンであった。何を思ったのかマニキュア―ドマンはスカリーに接触し、「君の命は狙われている。組織はプロの殺し屋2人組を使うかもしれないし、君の知っている人間に殺害を依頼しているかもしれん。」と警告する。モルダーは父親とシンジケートのメンバーが映っている写真を入手し、母親にこれはどういうことなのかと尋ねるが、ティナは何も知らないと答えるばかりであった。
帰宅したスカリーはメリッサから「今からそっちに向かう」と電話で言われた。危険を感じたスカリーは「自分が姉さんの家に行くから、姉さんは家から出ないで。」と言った。家から飛び出したスカリーはそこにいたスキナーの車に乗ることになった。スキナーは話したいことがあるという。そのすぐ後、メリッサがスカリーの自宅にやって来た。物陰に潜んでいた殺し屋、ルイス・カーディナルはメリッサをスカリーと勘違いして狙撃する。しかし、ともに任務に当たっていたクライチェックの指摘で別人を撃ってしまったことを知るや否や、2人は現場から逃走した。
スカリーはスキナーをモルダーのアパートへ連れて行った。そこで、スカリーはスキナーに銃を突きつけた。ウェル・マニキュアード・マンが言う「君の知っている人間」がスキナーだと思い込んだのである。スキナーはスカリーに「MJファイルのオリジナルを持っているのは私だ」と言って銃を降ろさせようとしたが、スカリーは言うとおりにしようとしない。そんなとき、アパートの外を誰かが通りかかった。スカリーがその音に気を取られた隙を突いて、スキナーはスカリーに銃を突きつける。

## 製作
シーズン1第19話「変形」でもネイティブ・アメリカンの神話・伝承が題材となったが、放映後に研究者からエピソードにおける描写と実際の伝承が異なっているとの指摘があった。そこで、クリス・カーターは本エピソードにおけるナバホ族の儀式の描写に正確を期すために、実際の儀式に参加した。儀式のシーンに使われた砂絵はプロが丸一日かけて書き上げたものである。ニューメキシコ州という設定のシーンでは、「アナサジ」でも使われた採石場跡地が再利用されたが、撮影に当たって微修正を施した。
『X-ファイル』の視覚効果の責任者であるマット・ベックはモルダーが亡き父ウィリアムとディープ・スロートの幻影を見るシーンがシーズン3で行った作業の中でも最も難しい作業だったと述べている。
なお、本エピソードの最後には「In Memoriam, Larry Wells, 1946 - 1995. 」というテロップが流れる。ラリー・ウェルズは『X-ファイル』の衣装デザイナーを務めた人物であった。

## 評価
1995年9月22日、FOXは本エピソードを初めてアメリカで放映し、1994万人の視聴者を獲得した。
本エピソードは賛否両論となった。『デン・オブ・ギーク』のニーナ・ソルディは本作と「アナサジ」、「ペーパークリップ」の3エピソードを『X-ファイル』の中でも2番目にいい出来の作品だとした。ソルディは「あの3部作は以降のシリーズで展開される「ミソロジー」の基礎となる物語だった。」「以降の物語により大きな意味合いを持たせたエピソード群だ。」と述べている。『クリティカル・ミス』のジョン・キーガンは本エピソードに10点満点をつけ、「「祈り」は「アナサジ」と完全に対極に位置するエピソードだ。」「『X-ファイル』シーズン3の幕開けとしては申し分ない出来だ。」と評している。
『エンターテインメント・ウィークリー』は本エピソードにB+評価を下し、「くだらない夢の世界のシーンと浮世離れした宇宙空間の描写がある。そうではあるものの、ウェル・マニキュアード・マンとウォルター・スキナーFBI副長官というキャラクターの登場の仕方は実にうまかった。」と述べている。『A.V.クラブ』のトッド・ヴァンデルワーフは本エピソードにB-評価を下し、「シーズン2最終話の「アナサジ」でモルダーは死んだとしか思えない。そんな彼がどうやって生還するのかを描いたのが（いわゆるクリフハンガー）「祈り」なのだが、謎の捌き方が下手だ。また、アルバート・ホスティンは『X-ファイル』の登場人物の中でも最も作り込みが浅いキャラクターだと言える。しかし、スカリーの首の付け根に埋め込まれた金属製のインプラントやエイリアンと人間の混血種の存在の提示の仕方は良いものだった。」と評している。
クリス・カーターは自分が脚本を執筆したエピソードの中でも本エピソードはお気に入りの一本であると述べている。フォックス・モルダーというキャラクターが父親の死にどう反応するのかを考えることが、脚本執筆前に父親を亡くした自分の心情とクロスしたのだという。フランク・スポットニッツは本エピソードに関して「シーズン2最終話の「アナサジ」でモルダーが貨車から脱出できたかどうかを伏せて終わらせたので、本エピソードに対する関心はとても高かった。スタッフはモルダーがどうなったのかを明かさねばならぬ一方で、視聴者に番組を見続けてもらうために何かしらの謎は残さねばならなかった。私としてはナバホ族の神秘的な儀式を取り入れたのは大きな賭けだったと思える。視聴者の多くはそうした神秘主義的要素に対して必ずしも反応するわけではないと思った。賭けに勝てるかどうか気になったものの、スカリーを中心とし、モルダーとスキナーを脇に据えたストーリーには興奮した。」と述べている。
モルダー捜査官を演じたデヴィッド・ドゥカヴニーは本エピソードに対して不満を漏らしている。ドゥカヴニーは「僕は心理学が好きだ。僕は視聴者としてエピソードの内部に入っていく思考が好きだ。俳優として、自分のところにめぐってきたチャンスは掴みたい。もし僕があるエピソードの製作をやり直す機会を与えられたなら、「祈り」を作り直したい。」と述べている。モルダーの魂の旅のシーンの描写に不満を持っているのである。これに対し、クリス・カーターは「「祈り」におけるモルダー捜査官の役割は正当なものだ。ドラマの中心軸をモルダーからスカリーにずらす必要もあった。」と反論している。